# Field of Lost Shoes
Field of Lost Shoes è un film del 2014 diretto da Sean McNamara.
Film drammatico statunitense sceneggiato da Dave Kennedy e Thomas Farrell e basato sulla vera storia di un gruppo di cadetti del Virginia Military Institute che partecipò alla Battaglia di New Market contro le forze dell'Unione, avvenuta nella Valle dello Shenandoah il 15 maggio 1864, durante la guerra di secessione americana.
Il film è stato distribuito in Europa con il titolo Battlefield of Lost Souls.

## Trama
Nel 1864 l'esercito di Ulysses Grant avanza in Virginia.
Il suo tenente, Franz Sigel, muove le sue divisioni nella Valle della Shenandoah, spezzando ogni resistenza.
A difendere la Valle rimane solo un piccolo esercito comandato da John Breckinridge.
Il generale sudista, per rinforzare il suo scalcagnato contingente, arruola i cadetti del Virginia Military Institute.
I cadetti affronteranno la violenza e la morte nella Battaglia di New Market, perdendo le scarpe nel fango.
Grazie al loro eroismo Breckinridge riuscirà a scacciare i nordisti dalla Valle.

## Produzione

### Riprese
Le riprese del film si sono svolte a Powhatan, Virginia Military Institute e Lexington.

## Distribuzione
La prima mondiale del film si è tenuta il 19 maggio 2014 al GI Film Festival.

## Accoglienza

### Critica
Jeffrey Evan Brooks, autore di romanzi di storia alternativa sulla guerra di secessione americana, criticò il ritratto dei cadetti della VMI contrari alla schiavitù. Ciò storicamente non era possibile, poiché la maggior parte degli uomini bianchi della Virginia negli anni '60 del XIX secolo sosteneva la schiavitù. Inoltre, la maggior parte di questi cadetti sarebbero stati figli di piantatori, con ancora motivi in più per sostenere la schiavitù. Brooks disse che il revisionismo storiografico non è stato accurato.
The Hollywood Reporter criticò il film per non essere autentico con gli atteggiamenti dei cadetti: "Sorprendentemente, nessuno dei sudisti convinti sembra avere sentimenti negativi nei confronti dei neri..." e il film è stato "più visto come lucida pubblicità per la venerabile accademia militare che è il suo obiettivo".